# Stuart Liddell
 (août 2019).
Si vous disposez d'ouvrages ou d'articles de référence ou si vous connaissez des sites web de qualité traitant du thème abordé ici, merci de compléter l'article en donnant les références utiles à sa vérifiabilité et en les liant à la section « Notes et références ».
Pour les articles homonymes, voir Liddell.
Stuart Liddell, né le 12 janvier 1973 à Oban, est un joueur de cornemuse écossais. En plus de participer à des compétitions en solo, il est le cornemuseur-major du Inveraray & District Pipe Band (en).